# Diplodontias robustus
Diplodontias robustus is een zeester uit de familie Odontasteridae.
De wetenschappelijke naam van de soort werd in 1953 gepubliceerd door Howard Barraclough Fell.